# New York Islanders
I New York Islanders sono una squadra di hockey su ghiaccio della NHL. Giocano nella Eastern Conference. Hanno la sede a Elmont, cittadina nella Contea di Nassau, New York. Gli Islanders sono una delle tre squadre dell'area metropolitana di New York membri dell'NHL, insieme ai New York Rangers ed ai New Jersey Devils.
Sono stati fondati nel 1972 e hanno vinto 4 Stanley Cup consecutivamente dal 1980 al 1983.

## Storia

### 1972-1979
Allo scopo di tenere fuori dal Nassau Veterans Memorial Coliseum della contea di Nassau i New York Raiders, squadra della WHA, considerata, dai governanti della zona non una lega maggiore, furono fondati, a Long Island, i New York Islanders. La prima stagione della squadra fu però terribile, conclusasi infatti con l'ultimo posto, risultato bissato anche l'anno successivo. Ma la stagione dopo fu invece un successo: gli Islanders raggiunsero infatti, per la prima volta nella loro storia, i playoff, superando, nel primo turno, i rivali cittadini dei New York Rangers; nel turno seguente sconfissero i Pittsburgh Penguins, vincendo la serie per 4-3 dopo aver perso le prime 3 partite. In semifinale, tuttavia, furono eliminati dai Philadelphia Flyers, vincitori della serie per 4-3. La stagione seguente conclusero la regular season con 101 punti e raggiunsero di nuovo i playoff, ma furono ancora una volta eliminati in semifinale, stavolta dai Montreal Canadiens futuri vincitori; precedentemente, gli Islanders avevano eliminato i Vancouver Canucks e i Buffalo Sabres. Anche l'annata successiva si concluse allo stesso modo: gli Islanders arrivarono di nuovo in semifinale, venendo di nuovo battuti dai Canadiens che, per la seconda volta di fila, vinsero il campionato. I newyorchesi avevano superato i Chicago Blackhawks e, ancora una volta, i Buffalo Sabres. L'anno dopo gli Islanders vinsero il loro primo trofeo, la Patrick Division, ma nei playoff furono immediatamente eliminati dai Toronto Maple Leafs (4-3). Anche la stagione successiva vide gli Islanders conquistare il primo posto nella division, ma ai playoff, dopo aver eliminato i Blackhawks, furono estromessi, in semifinale, dai concittadini dei New York Rangers.

### 1979-1984

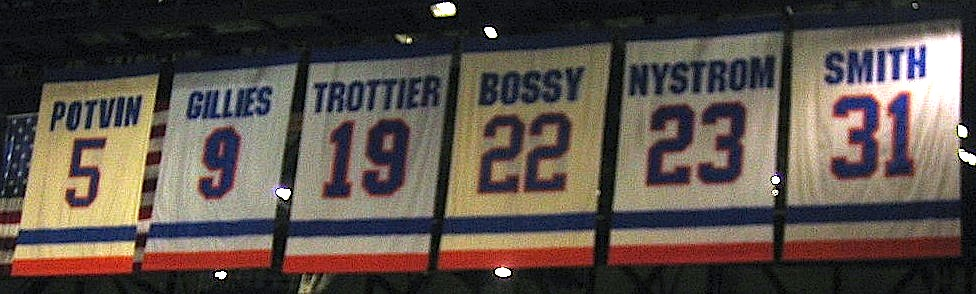
I cartelli pendenti dal soffitto dell'arena che ricordano i numeri ritirati dalla squadra

Ma nella stagione 1979-1980 qualcosa cambiò: gli Islanders chiusero la regular season al secondo posto nella division, con 91 punti, ma giocarono degli ottimi playoff superando, nell'ordine, i Los Angeles Kings, i Boston Bruins, i Buffalo Sabres e, in finale, i Philadelphia Flyers, battuti per 4-2 in serie: gli Islanders divennero così la seconda squadra di New York ad alzare la Stanley Cup. Nella stagione seguente i newyorchesi riuscirono a mantenere la Stanley Cup a Long Island, battendo, in finale, i Minnesota North Stars per 4-1 in serie. Gli Islanders, che avevano anche vinto la division con 110 punti, sul percorso verso la finale sconfissero subito i Toronto Maple Leafs, seguiti dagli Edmonton Oilers e quindi dai New York Rangers. La stagione successiva vide i newyorchesi riconfermarsi, per il terzo anno di fila, sia campioni della division (con 118 punti) che della lega: i playoff videro gli Islanders eliminare i Pittsburgh Penguins, i New York Rangers, i Quebec Nordiques e, in finale, i Vancouver Canucks (4-0). L'anno dopo, pur non vincendo la division, i newyorchesi, raggiunti i playoff, estromisero subito i Washington Capitals, seguiti, ancora una volta, dai New York Rangers e, quindi, dai Boston Bruins; in finale, gli Edmonton Oilers non poterono che essere spettatori della quarta Stanley Cup alzata dagli Islanders, che avevano vinto la serie per 4-0. Questa, però, fu l'ultima alzata dai newyorchesi, che infatti, la stagione seguente, vinsero la division e, arrivati ai playoff, eliminarono Rangers, Capitals e Canadiens ma, raggiunta la finale per il quinto anno di fila, furono battuti dagli Edmonton Oilers, proprio i perdenti dell'anno precedente, che vinsero la serie per 4-1.

### 1984-oggi

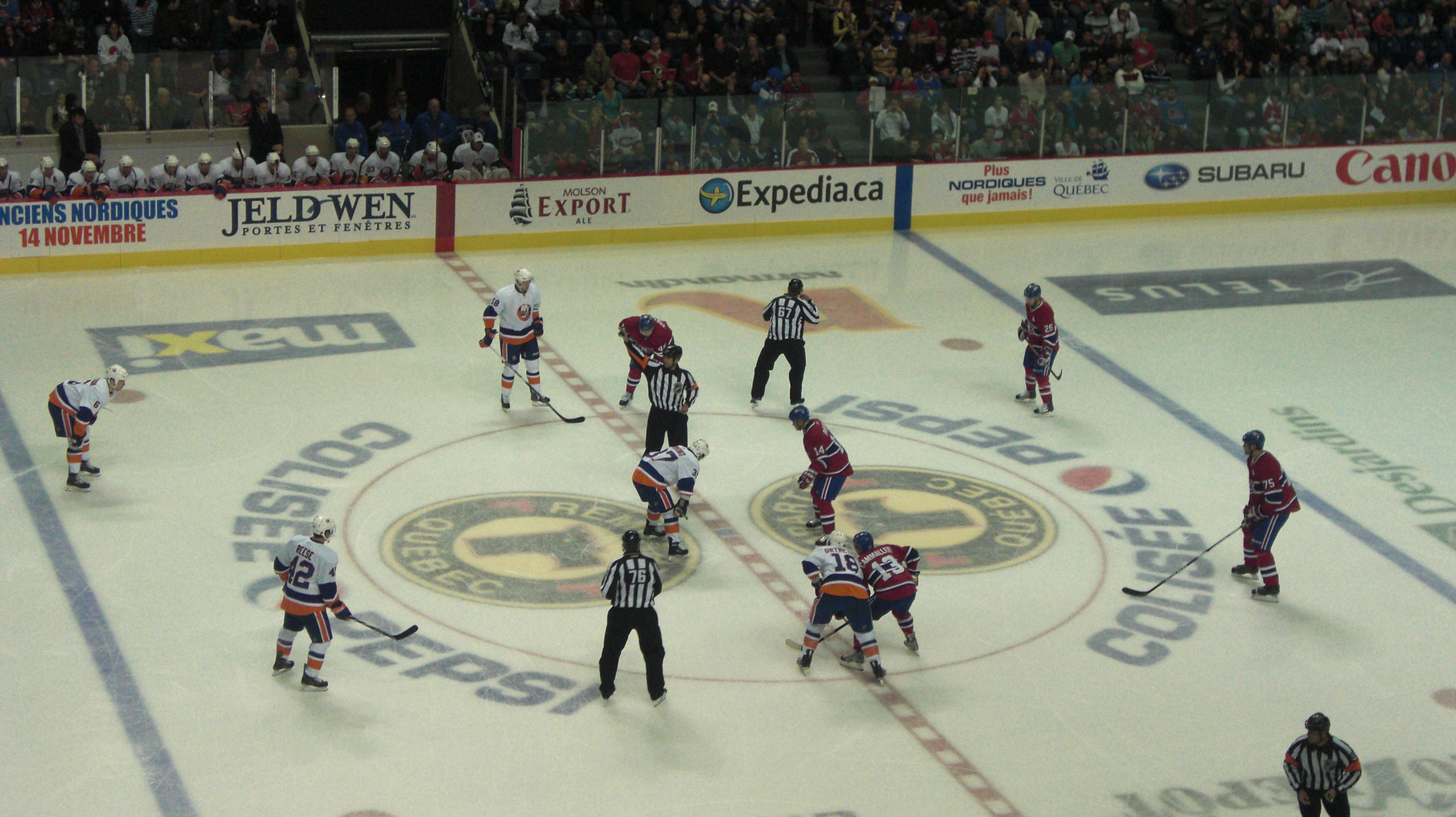
Fase di gioco di Canadiens-Islanders

La stagione dopo vide gli Islanders giungere terzi nella division e, ai playoff, furono eliminati al secondo turno dai Philadelphia Flyers; per la prima volta, dopo 5 anni, i newyorchesi non arrivarono in finale. L'anno seguente raggiunsero ancora i playoff ma furono immediatamente eliminati dai Washington Capitals. Nella stagione 1987-1988 gli Islanders vinsero la division ma, ai playoff, furono subito estromessi dai vicini dei New Jersey Devils. La stagione successiva vide gli Islanders chiudere il campionato con l'ultimo posto nella division, pertanto addirittura fuori dai playoff. Dopo alcune annate anonime, nella stagione 1992-1993 i newyorchesi, chiusa la division con il terzo posto, riuscirono ad arrivare fino in semifinale di playoff, dopo aver superato Capitals e Penguins, prima di essere battuti dai Canadiens. Nelle diciassette stagioni successive (è escluso il campionato 2004-2005, non disputato per il lock-out), gli Islanders hanno raggiunto i playoff solamente cinque volte, di cui l'ultima nella stagione 2006-2007; in tutti i casi, la squadra è stata eliminata ai quarti di finale.
Nella stagione 2012-2013, ridotta per il lock-out, gli Islanders sono riusciti a tornare ai playoff dopo cinque anni di assenza, venendo però ancora una volta eliminati nel primo turno, stavolta dai Pittsburgh Penguins (4-2 in serie).

## Palmarès
- Stanley Cup: 4

1979-1980, 1980-1981, 1981-1982, 1982-1983
- Clarence S. Campbell Bowl: 3

1977-1978, 1978-79, 1980-1981
- Prince of Wales Trophy: 3

1981-1982, 1982-1983, 1983-1984
- Titoli di Division: 6

1977-1978, 1978-79, 1980-1981, 1981-82, 1983-1984, 1987-88.

### Numeri ritirati
| Mike Bossy | Clark Gillies | Bob Nystrom | Denis Potvin | Billy Smith | Bryan Trottier | John Tonelli | Butch Goring |